# Jaeden Martell
Jaeden Wesley Lieberher Martell (Filadelfia, Pensilvania, 4 de enero de 2003) es un actor estadounidense, conocido por su papeles en las películas St. Vincent, It, Midnight Special, The Confirmation, The Book of Henry y El teléfono del señor Harrigan, y en la serie Defending Jacob, de Apple TV+.[cita requerida] Es hijo del reconocido chef Wes Lieberher y de Angela Martell.

## Vida y carrera
Jaeden Wesley Lieberher Martell, nació en Filadelfia el 4 de enero de 2003, hijo de Wes Lieberher —un ahora conocido chef en Los Ángeles—, y Angela Teresa Martell. En 2011, a la edad de ocho años, se mudó a Los Ángeles. Su abuela materna, Chisun Martell, es coreana.
Desde 2013 a 2017, fue conocido por su apellido paterno, Lieberher. En 2018 lo cambió por su apellido materno, Martell.
Su primera actuación fue para un comercial de Hot Wheels. Ha participado en varios otros comerciales para distintas marcas, entre ellas Google, Moneysupermarket.com, Liberty Mutual, Hyundai (para la Super Bowl 2013), Verizon FiOS y General Electric.
Su primer gran papel fue en la película de 2014, St. Vincent, la que protagonizó junto a Bill Murray. Luego, Murray lo recomendó al director Cameron Crowe, quien lo incluyó en Aloha. Interpretó al personaje principal en The Book of Henry. Pero ha recibido mayor reconocimiento por su rol principal, como Bill Denbrough, en la película de horror It, y su secuela de 2019, It Chapter Two.
En noviembre de 2018, se unió al elenco de Knives Out. En marzo de 2019, ahora como Martell, se unió a la miniserie de Apple, Defending Jacob, basada en la novela de William Landay del mismo nombre.

## Filmografía

### Cine
| Año  | Título                         | Papel            | Notas        |
| ---- | ------------------------------ | ---------------- | ------------ |
| 2013 | Grief                          | Niño             | Cortometraje |
| 2014 | St. Vincent                    | Oliver Bronstein |              |
| 2014 | Playing It Cool                |                  |              |
| 2015 | Aloha                          | Mitchell         |              |
| 2016 | Midnight Special               | Alton Meyer      |              |
| 2016 | The Confirmation               | Anthony          |              |
| 2017 | The Book of Henry              | Henry Carpenter  |              |
| 2017 | It                             | Bill Denbrough   |              |
| 2018 | The True Adventures of Wolfboy | Paul             |              |
| 2018 | Low Tide                       | Peter            |              |
| 2019 | It: Chapter 2                  | Bill Denbrough   |              |
| 2019 | Knives Out                     | Jacob Thrombey   |              |
| 2019 | The Lodge                      | Aidan Hall       |              |
| 2022 | Metal Lords                    | Kevin            |              |
| 2022 | Mr. Harrigan's Phone           | Craig Poole      |              |
| 2024 | Y2K                            | Eli              |              |

### Televisión
| Año       | Título          | Papel             | Notas           |
| --------- | --------------- | ----------------- | --------------- |
| 2015      | American Dad!   | Voces adicionales | 1 episodio      |
| 2015-2016 | Masters of Sex  | Johnny Masters    | 11 episodios    |
| 2020      | Defending Jacob | Jacob Barber      | 8 episodios     |
| 2021      | Calls           | Justin            | Episodio: "Mom" |
| 2021      | Rick y Morty    | Morty Smith       |                 |
| 2023      | Barry           | John Berkman      | Episodio: "Wow" |

## Premios y nominaciones
| Año  | Premio                                                | Categoría                              | Película    | Resultado |
| ---- | ----------------------------------------------------- | -------------------------------------- | ----------- | --------- |
| 2014 | Las Vegas Film Critics Society Awards                 | Mejor actor joven                      | St. Vincent | Ganador   |
| 2014 | Phoenix Film Critics Society Awards                   | Mejor actor joven en un rol de reparto | St. Vincent | Ganador   |
| 2014 | Washington D. C. Area Film Critics Association Awards | Mejor actor joven                      | St. Vincent | Nominado  |
| 2015 | Broadcast Film Critics Association Awards             | Mejor actor joven                      | St. Vincent | Nominado  |
| 2015 | Online Film & Television Association                  | Mejor actor joven                      | St. Vincent | Nominado  |
| 2018 | MTV Movie and TV awards                               | Best On-screen team                    | It          | Ganador   |